# مقاطعة لاسال (إلينوي)
مقاطعة لاسال (بالإنجليزية: LaSalle County)‏ هي إحدى المقاطعات في ولاية إلينوي في الولايات المتحدة الأمريكية.وقد سميت على المستكشف الفرنسي روبير دو لا سال.

## معرض صور

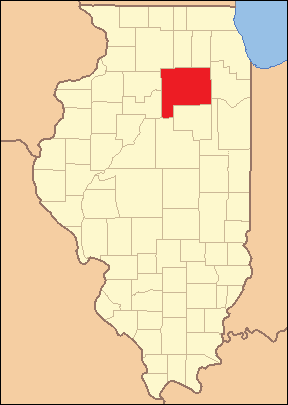
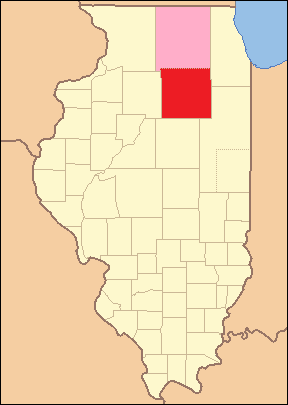
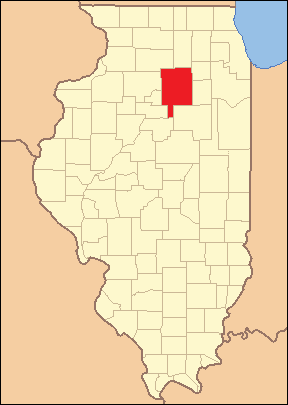
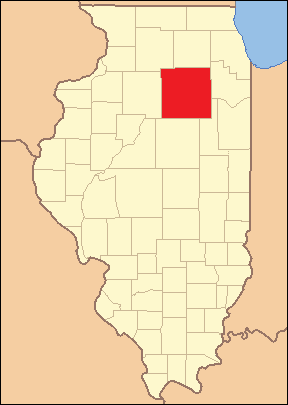
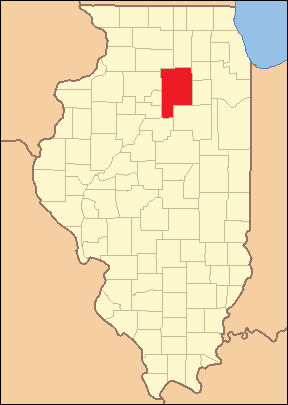

## أعلام
- مود باول
- كيت أوستين
- ديكون فان بيرن